# José Frías González-Mouvelles
José Frías González-Mouvelles   (Lleida, 1901 - valor desconegut) va ser un militar espanyol.

## Biografia
Va néixer a Lleida en 1901. mort en Málaga ?. Va ser militar professional, pertanyia a l'arma d'infanteria. Es va afiliar al Partit Comunista d'Espanya (PCE) en 1931. Anteriorment havia participat en la Guerra d'Àfrica amb el grau de capità, va prestar servei en la Legió amb actuacions destacades com la de Cudia Tahar, estava en possessió de l'Ordre de Maria Cristina i de la Legió d'Honor francesa, resultant ferit en varies ocasions.
Després de l'esclat de la Guerra civil es va mantenir fidel a la República, integrant-se posteriorment en l'Exèrcit Popular de la República. Al llarg de la contesa va arribar a ser comandant de la 131a Brigada Mixta i, posteriorment, de la 63a Divisió, i fou destinat en diversos fronts. Al final de la guerra civil, amb la derrota republicana, va haver de marxar a l'exili; es va instal·lar en la Unió Soviètica. Durant la Segona Guerra Mundial s'allistaria a l'Exèrcit Roig. Va formar part de la plana major d'un destacament de guerrillers, i va arribar a manar una partida de guerrillers espanyols. Seria condecorat amb la Medalla al Valor.
Va contreure matrimoni amb Isabel Azuara Beltrán. Amb posterioritat la parella es repatriaria a Espanya.